# Poeciloptila maculata
Poeciloptila maculata är en nattsländeart som först beskrevs av Tian och Li 1986.  Poeciloptila maculata ingår i släktet Poeciloptila och familjen stenhusnattsländor. Inga underarter finns listade i Catalogue of Life.